# ベルナール・スーストロ
ベルナール・スーストロ（Bernard Soustrot、1954年9月3日 - ）は、フランス生まれのトランペット奏者。

## 経歴
8歳より父アンドレの手ほどきでトランペットを始め、地元の音楽院でトランペットとコルネットを専攻した。1969年に首席で音楽院を卒業後、1970年にパリ音楽院でモーリス・アンドレに師事。1974年にプラハの春国際音楽コンクールで第3位入賞、翌年のジュネーヴ国際音楽コンクールで入賞し、パリ音楽院でプルミエ・プリを受賞して卒業した。翌年にはモーリス・アンドレの名を冠した国際コンテストで優勝している。
また1975年から翌年にかけて、シュトゥットガルト放送交響楽団の首席トランペット奏者を務め、その後ヘルベルト・フォン・カラヤンのベルリン・フィルハーモニー管弦楽団やピエール・ブーレーズのアンサンブル・アンテルコンタンポラン参加の誘いを断り、フランス放送フィルハーモニー管弦楽団の首席トランペット奏者となった。1989年よりブルゴーニュ＝ビヤンクール音楽院の教授を務める。

## 家族・親族
兄マルク・スーストロは指揮者。